# ハワード・フィリップス・ラヴクラフト
ハワード・フィリップス・ラヴクラフト（英: Howard Phillips Lovecraft、1890年8月20日 - 1937年3月15日）は、アメリカ合衆国の小説家。怪奇小説・幻想小説の先駆者の一人。生前は無名だったが、死後に広く知られるようになり、一連の小説が「クトゥルフ神話」として体系化された。
ラヴクラフトの創造した怪神、異次元の神、神話体系は世に広まり、現代のコリン・ウィルソンたちや「SF宇宙冒険物」に大きな影響を与えている。ゴシック小説やエドガー・アラン・ポーなどの系譜に連なる、独特な恐怖小説や先駆的サイエンス・フィクション（SF）の作者として、近年顕著に再評価されつつある。またラヴクラフトのファンの事を"ラヴクラフティアン"と呼ぶ。

## 概要
ラヴクラフトは一生の間、ロードアイランド州プロビデンスに住み、昼はブラインドを降ろしランプを灯して、無気味な物語を書き続けた。主な舞台はニューイングランド地方であり、入念な文体と悪魔的雰囲気で怪奇現象を描いた短編が高評価される。当時流行したブラバツキーの神智学に影響を受け、人間と異次元の怪物との抗争を好んで描いたといわれ、魚神ダゴンの巣食う奇怪な寒村の歴史を描いた「インスマウスの影」（1936年）などがある。
ラヴクラフトは怪奇小説でも随一だったが、発表誌の多くはパルプ・マガジンだったため、必ずしも文運に恵まれなかった。無名のまま腎炎で死没したが、友人たちがアーカム・ハウス社を設立し、ラヴクラフトの作品集を出版したことで世に知られ出した。そしていくつかのアンソロジーの遺作選集が出たことに伴い、絶大な人気を得た。
ラヴクラフトの作品はほとんどがパルプ雑誌で発表された、いわゆるパルプ作家の作品である上に、社会では忌避されがちな「死」「破滅」「狂気」などを強烈に描いているにもかかわらず、世界中で読まれ続けている。さらには彼が創出した作品世界は「神話」と呼ばれ、後続の作家たちに書き継がれている。日本でも、彼の世界を用いた作品やアンソロジーを著す作家は多数見られる。

## 略歴
ロードアイランド州出身で早くから創作活動を始めていたが、病弱で大学進学を断念。生前は『ウィアード・テイルズ』などのパルプ雑誌に寄稿していたが、一般の読書界からはほとんど受け入れられず、自費出版した単行本が1冊あるだけだった。
広範に知られるようになったのは、第二次世界大戦中に5つの長編がペーパーバック化され、また『アウトサイダーその他』（The Outsider and Others、没後1939年刊）が『H・ P・ラヴクラフト傑作集』（The Major Works of H. P. Lovecraft）と改題されて1945年にワールド・パブリッシング社から出版された以来である。以後、オーガスト・ダーレスが創設したアーカム・ハウス社から、詩・随筆・創作ノートさらに共作なども含む事実上の全集が刊行されて、1960年代にはアンダーグラウンド文学の「教祖的存在」と見なされるに至った。
作品集の例
- 『インスマウスの影』（The Shadow Over Innsmouth） - 1936年
- 『アウトサイダーその他』（The Outsider and Others） - 1939年
- 『眠りの壁の彼方に』（Beyond the Wall of Sleep） - 1943年
- 『マージナリア』（Marginalia） - 1944年
- 『H. P. ラヴクラフト傑作集』（The Major Works of H. P. Lovecraft） - 1945年
- 『全詩集』（Collected Poems） - 1963年

## 作風
悪と暗黒の諸力が出現して世界を支配するという「クトゥルフ神話」（Cthulhuの発音には諸説あり）を展開したラヴクラフトは、「全地球的な脅威」という主題に取りつかれている。また、『ネクロノミコン』と呼ばれる伝説的なオカルト（隠秘学）文献が「実在」するかのように示唆しつつ、秘法伝授者の役割を演ずる書き方には、神智学や超常現象の研究を文学的幻想に変える資質がある。
ディーター・ペニングによれば、20世紀のファンタジー文学者の具体例はラヴクラフト、マイリンク、クービン、カフカ、ウェルズ、オーウェル、ボルヘス、レム、グリーン、ヘレンズ、オーウェンである。近代科学では捉えきれない人間の無意識への接近を図るラヴクラフトやポーは、幻想小説・怪奇小説・探偵小説の原型をも形作った。

## 評価
『幻想文学（文庫クセジュ 741）』で、ジャン＝リュック・スタインメッツは「ラヴクラフトのおかげで、幻想文学は新たな次元に到達した。一人の作家の、言表可能なものの限界まで行くという語りの経験を通して、ひとつの「世界の解釈」が提出されたのである」と評している。
金井公平によると、ラヴクラフトの超自然的恐怖の思想は現在でも通用する。ラヴクラフトは『文学と超自然』の冒頭で「人間の感情の中で、何よりも古く、何よりも強烈なのは恐怖である。その中でも、最も古く、最も強烈なのが未知のものに対する恐怖である」と述べる。また「恐怖小説覚え書き」（1934年）でも、ラヴクラフトは「恐怖が人間のもっとも深い所に潜むもっとも強い感情」であり、恐怖小説は今後も生き長らえ「それ相当の感受性をそなえた人の心には必ずや強く訴え、いつまでも心に残るに相違ない」と述べた。
風間賢二によれば、ラヴクラフトは「ホラー小説史上コペルニクス的転回」を起こした。純文学・人文学の読者や批評家たちにとって、ラヴクラフトは「低俗でひとりよがりの三流のポオ」に過ぎないが、「ホラー小説ファンの間では、偉大なるパルプ・フィクション・ライターにして、心理的ゴースト・ストーリーを一歩押し進めて宇宙的恐怖にまで高めたカルト的作家がH・P・ラヴクラフトである」。彼の神話的枠組みによって、宇宙的恐怖は「より深遠な形而上学的恐怖譚」へと発展した。
遠藤薫によれば、ラヴクラフトやポー、『指輪物語』（トールキン）の流れは、コンピュータゲームの誕生へと直接的に続いている。
古木宏明は「読まれ続けているだけならまだしも、世界で作品世界を書き継がれている作家など、そう多くはいないだろう。天才と呼ばれる作家の間でさえ、何人も見つけることはできまい」としている。

## その他

### 作家として
ラヴクラフトは自らの作品世界を「宇宙的恐怖（コズミック・ホラー）」と呼び、その死後、友人の作家オーガスト・ダーレスによりクトゥルフ神話として体系化された。ポオ以降最大のアメリカの恐怖作家という評も多い

### 個人として
20世紀を代表する怪奇作家とも言えるラヴクラフトだが、生前はパルプ・マガジンの恐怖作家としてそれなりの人気を得ただけで、生活は生涯、苦しかった。ギリシア神話を知って7歳の頃から神話に興味を持ち、詩を書くようになったほか、少年時代には化学、天文学などにも興味を持つなど、知的には早熟な面を見せたものの、病弱だったため学校にはあまり行かず、大学進学も経済面と健康の両面から諦めざるを得ず、のちにはわずかな遺産と他作家の文章添削で生計を立て、創作による収入はわずかであった。幼い頃に父親を亡くしラヴクラフトを溺愛していた母も早世。ラヴクラフト自身1度結婚はしたものの、家計を支えたのは事業を営んでいた妻ソニア・グリーンであり、その妻とも事業失敗やノイローゼ、新天地への移動などですぐに別居生活となり、のち離婚している。このように家庭的に恵まれなかったためか、無類の手紙魔で、自分と同じパルプマガジンの作家、ファンとの文通に人生の多くの時間を割いた。のちにクトゥルフ神話と呼ばれるようになった宇宙史も、そのような同人的文通の中で発展していったところが大きいといわれている。

### 生涯・活動歴

#### 簡易年表
- 1890年8月20日、誕生。父はウィンフィールド・スコット。母はプロビデンスの旧家出身のサラ・スーザン（旧姓フィリップス）。
- グリム童話やジュール・ヴェルヌ、アラビアン・ナイトやギリシア神話を愛読し、夜ごと悪夢に悩まされる子供であった。
- 1898年7月19日、父が病死。このころエドガー・アラン・ポオの作品と出会う。
- 1906年、『サイエンティフィック・アメリカン』誌などに天文学関係の投書やコラムを寄稿するようになる。
- 1908年、神経症のためハイスクールを退学。
- 1915年、文章添削の仕事を始める。
- 1916年、文通グループ『Kleocomolo』を結成。
- 1917年、徴兵検査で不合格となる。これは彼に生涯付きまとう劣等感の一因になった。
- 1918年、『Kleocomolo』を解散し、新たな文通グループ「Gallomo」を結成。
- 1919年、母が神経障害で入院。
- 1921年5月22日、母、死去。
- 1923年、創刊されたばかりの怪奇小説専門のパルプ雑誌『ウィアード・テイルズ』10月号に短編「ダゴン」が採用される。
- 1924年3月3日、文通で知り合った実業家ソニア・ハフト・グリーンと結婚し、ニューヨークのブルックリン区に移住。しかし翌年別居。
- 1929年、ソニアと離婚し、プロヴィデンスに帰還。
- 1937年3月15日、腸癌のため死去。46歳没。

#### 詳細

##### 前歴
1890年8月20日、ロードアイランド州プロヴィデンスにウィンフィールド・スコット・ラヴクラフト（Winfield Scott Lovecraft（1853-1898））とスージィ（Sarah Susan（Susie）Phillips Lovecraft（1857-1921））の間に一人っ子として生まれる。ラヴクラフトの妻だったソニア・グリーンによると、父ウィンフィールドの仕事はゴーハム・マニュファクチュアリング・カンパニーという銀器メーカーの巡回セールスマンとなっている。母スージィは、地元の名士として知られた商才豊かなフィップル・フィリップス（Whipple Van Buren Phillips）の娘であった。
父ウィンフィールドは1893年4月、ラヴクラフトが3歳の頃に神経症を患い、シカゴのホテルで発作を起こし、バトラー病院に運び込まれた。この5年後に精神病院で衰弱死している。
父が入院してから、母方の叔母リリアン（Lillian）とアニー（Annie）、祖母ロビー（Robie）、そして祖父フィップルの住むヴィクトリア朝様式の古い屋敷に引き取られた。経済的に恵まれた環境の下、早熟で本好きな少年は、ゴシック・ロマンスを好んでいた祖父の影響を受け、物語や古い書物に触れて過ごした。読み書きを覚え、3歳にして仕事で離れた場所にいる祖父と文通を行っている。ラヴクラフトによれば、母、スージィはラヴクラフトを溺愛し、非常に献身的であったという。1896年、祖母ロビーが亡くなると5歳のラヴクラフトは、母親や叔母たちの喪服の黒いドレスや葬儀の様子に酷く衝撃を受けたと語っている。
この時期に触れたイギリスの詩人サミュエル・テイラー・コールリッジの詩「老水夫行（The Rime of the Ancient Mariner）」、ギュスターヴ・ドレの絵画、『千夜一夜物語』、 トマス・ブルフィンチの『伝説の時代（The Age of Fable）』、オウィディウスの『変身物語』が作品に反映されたと考えられる。
6歳頃には、自分でも物語を書くようになった。それらは、ギリシア神話のリファインであった。同時にキリスト教以外の神々に興味を抱くようになった。「夜妖」に拉致されるという悪夢に悩まされるなど、父と同じ精神失調を抱えて育つ。この悪夢については、8歳で科学に関心を持つと同時に宗教心を捨てると見なくなったという。ラヴクラフトは、科学の中でも化学、天文学に強い関心を示した。しかし科学においても人間の生殖に関する記述を目にしたときは「virtually killed my interest in the subject.（私の興味を殺した。）」と語っている。
長じて学問の道を志し、名門校であるブラウン大学を志望して勉学に励んだ。並行して16歳の時には、新聞に記事を投稿するようになり、主に天文学の記事を書いていた。ロード・アイランド・ジャーナルには、69枚の記事が残っている。その一方で、神経症は悪化を続け、通っていた学校も長期欠席を繰り返し、成績は振るわなかった。
1900年代までに祖父の事業も振るわなくなり経済的なゆとりも失われて行った。使用人たちが家を去り、家族だけが残された。その祖父も死ぬと、ラヴクラフトは精神的にも経済的にも追い詰められ、結局、ハイ・スクールも卒業せずに中退している。それでも独学で大学を目指したが挫折し、18歳の時には、趣味であった小説執筆をやめて半ば隠者の様に世間を避けて暮らすようになった。こうした神経症がよくなってきたのは30歳頃であるが、挫折多き青年期は、ラヴクラフトにとって「人生で最も暗い時期の一つ」であった。
この時期、初期の作品として小説『洞窟の獣』、『錬金術師』が執筆された。1912年に現地の新聞に最初の詩『西暦2000年のプロヴィデンス（Providence in 2000 A.D.）』を発表している。同年の詩『ニガーの創造（On the Creation of Niggers）』は、ラヴクラフトの人種差別的な思想が現れている。

##### 前期の文芸活動
1914年4月、アマチュア文芸家の交流組織に参加したことをきっかけに、ラヴクラフトは小説との関わりを取り戻した。その3年後には、小説の執筆を再開して同人誌に作品を載せるようになった。1915年には、文章添削の仕事を始めていた。ラヴクラフト本人は生涯、文章添削のほうを本職と思っており、創作は余暇の仕事と考えていた。1922年には、作品が雑誌に採用されるようになっていったが、自己の創作能力に自信が持てず、また「書く必要が来たら書く」というスタンスで自らアマチュアであることに甘んじていたため、あまり積極的に創作はしなかった。また、不採用になると非常に落ち込む性格であったため、『チャールズ・ウォードの奇怪な事件』のように、今日では傑作とされている作品の中にも、自信の欠如のため編集者に送ることすらしなかったものがある。
文章添削の仕事は、当初は無料奉仕、のちも非常に低い報酬でこの仕事を請け負っていた。ラヴクラフトの添削ぶりは、新しいアイデアを提案したり、原文がほとんど残らぬほど書き換えたりと、ほとんどゴーストライターに近いものであった。しかし、この文通は、後進指導の役割も果たし、前述のダーレスを始め、彼を慕う作家が多い理由となっている。ヘイゼル・ヒールドやゼリア・ビショップなど、ラヴクラフトの添削によってクトゥルフ神話作品を執筆することになった作家も多い。またダーレスの他、ロバート・ブロック、クラーク・アシュトン・スミス、ロバート・E・ハワードらとは膨大な量の書簡を交換している。他にも文通をしていた者は多く、また手紙一通の量も相当のもので創作や文章添削よりも生涯、文通に多くの時間を費やしていた。
1916年、ラヴクラフトは、初期の短編小説「錬金術師」を発表した。同時期に執筆した『霊廟』は、ラヴクラフトが最も影響を受けたエドガー・アラン・ポーの構成スタイルに似通っているとされる。しかし後のクトゥルフ神話に造形の近い『ダゴン（Dagon 、1919年11月）』が初期の作品として注目されることが多い。
1917年、ラヴクラフトは、兵役検査に不合格となった。翌年から母スージィも神経衰弱のような症状で苦しみ出した。1919年3月には、スージィも夫ウィンフィールドと同じくバトラー精神病院に入院したが、その病状に関しては公表されていない。ラヴクラフトにはある種のオイディプスコンプレックスもあったと言われている。ラヴクラフトは、出来る限り母親を訪ね、手紙のやり取りを重ねた。1921年5月24日に母スージィ（サラ・スーザン・フィリップス・ラヴクラフト）は、胆嚢手術の合併症によりバトラー病院で死去した。ラヴクラフトは、強いショックを受ける。
また1919年以降のこの時期、孤独となったラヴクラフトは、ダンセイニの影響を受けた作品を発表している。

##### 結婚
1921年7月にアマチュア作家の集会でソニア・グリーンと出会い、2人は1924年3月3日に結婚した。ソニアはプロヴィデンスから離れることを望み、2人は、ニューヨークのブルックリン、793フラットブッシュアベニューのアパートに移住した。彼より10歳年上ですでに子どももいた労働夫人のソニアは、終始、引きこもり的性格の夫に対して、結婚生活の主導権を握り続けた。
この時期から友人たちの薦めによって、パルプ怪奇小説雑誌『ウィアード・テイルズ』に作品を送るようになった。1924年に『ウィアード・テイルズ』の編集長がエドウィン・ベアードからファーンズワース・ライトに代わるとラヴクラフトの作品は、無駄に長すぎるなど商業価値の低いものと見なされ、しばしば拒否されるようになった。ラヴクラフトもライトを商業主義者として、不採用になったときは、敵対的な愚痴を友人たちへの手紙にこぼすのが常であったが、両者にとって皮肉なことにライトが編集長を担当した時期は、ラヴクラフトの存在もあって『ウィアード・テイルズ』にとって黄金時代であったとも言われている。
1925年頃にソニアが失業し、生活が不安定になるとラヴクラフトも安定した収入を目指して働こうと決意する。しかし30歳半ばまで職業経験のなかったラヴクラフトは、どの仕事も長続きすることがなかった。ソニアは就職のためクリーブランドのシンシナティに移住することにしたが、ラヴクラフトは同行せず、ブルックリンハイツに移り住んで、ソニアからの仕送りで生活をしていた。苦しい生活に衰弱して痩せてしまう。この頃から、ラヴクラフトは、「ニューヨークに来たことは失敗だった」と感じるようになった。
この時期に『レッド・フックの恐怖（The Horror at Red Hook 、1927年1月）』、『彼（He 、1926年9月）』が執筆された。また「クトゥルフの呼び声（The Call of Cthulhu）」の概要が書かれ始めたと言われている。

##### 後期の文芸活動 - 最後の10年
1926年にプロヴィデンスに戻ったラヴクラフトは、1933年までバーンズ通り10番地のビクトリア様式の木造建築に住んだ。ここからの10年間で、いわゆるクトゥルフ神話を軸としたラヴクラフトの代表作が生まれてくることになるが、平均したペースはほぼ1年に1作程度の寡作ぶりである。あいかわらず、他の作家の作品を改訂し、ゴーストライティングを行うことを収入の中心としていた。顧客の1人となっていた奇術師ハリー・フーディーニはラヴクラフトの才能を惜しみ、彼の生活を支援しようと通信社の仕事を斡旋し、それが失敗しても迷信に対する考察やその否定について記述した『迷信の癌 (The Cancer of Superstition)』の代筆を依頼した。しかし、この依頼はフーディーニの死後、フーディーニの夫人が継続を望まなかったために中止となった。
長く別居生活にあった妻ソニアは、新たな仕事が軌道に乗ったため、今度はプロヴィデンスでラヴクラフトとの同居生活に戻ろうと考えたが、ラヴクラフトの叔母たちとの交渉は合意に達することができず、正式に離婚が成立した。その後、彼女は、1933年にカルフォルニアに移住し、1936年に再婚している。
『ウィアード・テイルズ』の読者の間では人気があったが、寡作にして、また雑誌の稿料も文章添削の収入も低かったため、生活は常に貧しいものだった。しかし、晩年に貧困のお陰で古い家に住むという願いがかなったと書簡に書いているように、貧困には鈍感なところがあった。また稿料のアップなどもほとんど要求することがなかった。これは膨大な書簡から察するに、高貴な身分の者は労働するものではないという彼の貴族趣味からきていると考える研究家もいる。経済的に余裕があり健康だった時には、古い時代の細かい事情を調査するため、ケベックやニューオーリンズまで長距離バスを利用して旅行したこともあった。
ライトは、『ダニッチの怪』のような作品を望んだが、ラブクラフトの作品は晩年になるほど、「長すぎ」、「文が難解」ということも含めて、ますますライトの気に入らないものとなっていった。ラヴクラフトはライトに拒否された作品を、『ウィアード・テイルズ』以外の雑誌に作品を送るということをほとんどしなかったので、友人たちが仲介に立ってラヴクラフトの作品を他の雑誌に売り込むということもよくあった。
ラヴクラフトは、1935年、45歳を過ぎてギリシア語をマスターする。1936年にロバート・ハワードが自殺したことに衝撃を受ける。そして、同年に自身も小腸癌との診断を受ける。その後、癌の影響による栄養失調も重なり、翌1937年に死去した。ラヴクラフトは、生涯に渡った科学に対する興味から死に至るまで可能な限り日記を残した。生前に出版された単行本は、1936年にウィリアム・L・クロフォードが出版した中編『インスマウスの影』の1作だけで、それもわずかな部数であった。

##### 死後
ラヴクラフトは、両親と同じ墓所に葬られた。彼の没後1939年、手紙友達で同業作家であるオーガスト・ダーレス、ドナルド・ウォンドレイが発起人となり、彼の作品を出版するという目的でアーカム・ハウス出版社が設立された。

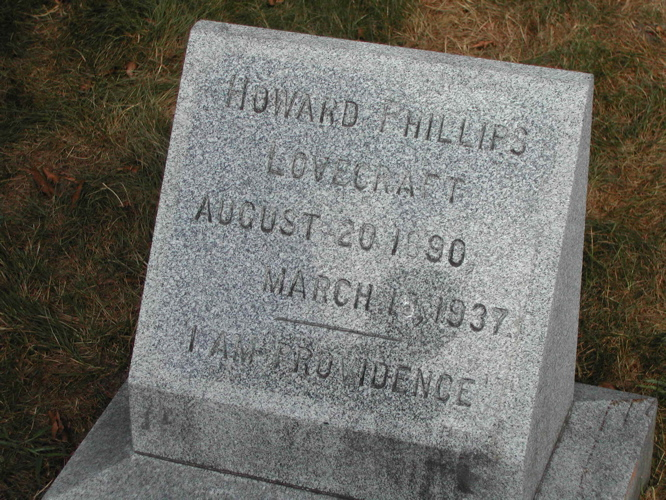
ラヴクラフトの墓碑

ラヴクラフトが没した際、生地プロヴィデンスのスワンポイント墓地にあるフィリップス一族の墓碑にラヴクラフトの名前が記載されたものの、彼自身の墓碑は作られなかったため、1977年にこれを不満とするファンが資金を集めてラヴクラフトの墓石を購入した。墓碑には生没年月日と彼の書簡から引用した一文「われはプロヴィデンスなり（I am Providence、神意（Providence）と終生愛した故郷プロヴィデンスをかけた洒落）」が刻印されている。また、しばしばラヴクラフトの墓を訪れたファンが『クトゥルフの呼び声』（初出は『無名都市』）から引用された以下の四行連句を墓碑に書き込んでいく。
"That is not dead which can eternal lie,　And with strange aeons even death may die."
「そは永久に横たわる死者にあらねど　測り知れざる永劫のもとに死を超ゆるもの」 （大瀧啓裕訳）
「永遠の憩いにやすらぐを見て、死せるものと呼ぶなかれ　果て知らぬ時ののちには、死もまた死ぬる定めなれば」（宇野利泰訳）
「それは、永久に横たわるだけの死者ではない……　死すら死に絶える人智を越えた『永遠』のもとに」（田邊剛訳）
「永遠に横たわっていられるなら、それは死者ではない。　異様に長い時の中では、死でさえも死を迎えうる」（峯村利哉訳）

### 人物と創作の背景
海産物を特に嫌っており、このことは彼の作品に登場する邪神たちの造形に強く影響を及ぼしている。芸術作品については、彼の作品に見られるものと同じく、古いものを愛した。絵画に関しては風景画を好み、建築に関しては機能的な現代様式を嫌い、ゴシック建築を好んだ。あらゆる種類のゲームやスポーツに関心がなく、古い家を眺めたり、夏の日に古風で風景画のように美しい土地を歩き回ることを好んだ。
人種偏見もまた強かったとされる。彼の生きた時代は欧米白人文明の優越がまだ根強かったが、彼の人種偏見は「常軌を逸している」という研究者もいる。ニューヨークを嫌ったのもそこが人種の坩堝の様相を呈したためであるといわれており、このような異人種嫌悪が、彼の作品に影響を与えたこともまた否定しがたい。
性格的には、気まぐれで矛盾した性向を持っており、残された膨大な書簡中には相反する主張が見出されている。その時々で言うことが変わり、時にはヒトラーの人種差別政策やユダヤ人弾圧を批判したり、アングロサクソン文明よりも中華文明がより優れていると述べたり、また、ネグロイドとオーストラロイドだけは生物学的に劣っているとして、この二種に対してだけは明確な線引きが必要だと主張したりもしている。政治的には保守を自認していたが、晩年には社会主義思想に一定の影響を受けた。
科学への興味と造詣が深く、ホラーや幻想的作品を書いたが迷信や神話の類を一切信じず無神論者を自認していた。エドガー・アラン・ポー、ダンセイニ卿、ウォルター・デ・ラ・メア、バルザック、フローベール、モーパッサン、ゾラ、プルーストといった作家を気に入っており、小説におけるリアリズムを好んでいた。一方でヴィクトリア時代の文学は嫌っていた。
初期の作品はアイルランド出身の幻想作家ダンセイニ卿やポーの作品に大きく影響を受けているが、後期は、宇宙的恐怖を主体としたより暗い階調の作品になっていく。ブラヴァツキー夫人が著した『シークレット・ドクトリン』をはじめ神智学の影響も見受けられる。19世紀末から20世紀初頭にかけ世界的にスピリチュアリズムが流行しており、ラヴクラフトもその潮流の中で創作活動を行った。作品は彼自身の見た悪夢に直接の影響を受けており、潜在意識にある恐怖を描き出したことが、21世紀の今に至るまで多くの人を惹きつけている。
ラヴクラフトは、その作品に一般的にはあまり使われない難解な単語（または稀語）を多く使用する傾向があった。彼が創造した架空の名と、ラヴクラフト流の「ゴシック・ロマンス」をまとった文体は独特の個性となっていた。しかし、それらは逆に当時のアメリカ大衆から受け入れられにくいものにもなり、ラヴクラフト自身は公私共に「アウトサイダー」であった（アウトサイダーはラヴクラフト自身が好んだ言葉でもある）。

### 日本において
いち早く江戸川乱歩が注目しており、探偵小説雑誌『宝石』に1949年に連載していたコラムにて彼を紹介している。また西尾正は探偵小説雑誌『真珠』1947年11・12月合併号に『墓場』という短編を発表しているが、この作品はラヴクラフトの『ランドルフ・カーターの陳述』を翻案したものであった。ラヴクラフト作品の最初の翻訳は、『文藝』1955年7月号に掲載された『壁の中の鼠群』（加島祥造訳）であり、宇野利泰や大西尹明も訳担当した。水木しげるも影響を受けており、1956年にラヴクラフトの『ダニッチの怪』の翻案漫画『地底の足音』を発表している。
1980年代になると、ファンであった菊地秀行や、編集者として紹介を後押しした朝松健などが、作家になって影響を受けた作品を発表し始める。
国書刊行会（矢野浩三郎監訳）と創元推理文庫（主に大瀧啓裕訳）の2レーベルから全集が発刊され、選集も星海社FICTIONS『新訳クトゥルー神話コレクション』（森瀬繚訳）、新潮文庫『クトゥルー神話傑作選』（南條竹則編訳）他に幾つもの作品が複数翻訳されている。

## 代表作
- アーカムホラーおよびクトゥルフ神話作品
  - 『クトゥルフの呼び声』、『ダンウィッチの怪』、『インスマウスの影』他、多数
- ドリームランド作品
  - 『蕃神』『未知なるカダスを夢に求めて』など